# NGC 2211
NGC 2211 је спирална галаксија у сазвежђу Велики пас која се налази на NGC листи објеката дубоког неба.
Деклинација објекта је - 18° 32' 16" а ректасцензија 6h 18m 30,2s. Привидна величина (магнитуда) објекта NGC 2211 износи 12,7 а фотографска магнитуда 13,7. NGC 2211 је још познат и под ознакама ESO 556-13, MCG -3-16-21, PGC 18794.